# Talunkwan Island
Talunkwan Island är en ö i Kanada. Den ligger i ögruppen Haida Gwaii i North Coast Regional District och provinsen British Columbia, i den sydvästra delen av landet, 4 100 km väster om huvudstaden Ottawa. Arean är 44 kvadratkilometer.
Terrängen på Talunkwan Island är kuperad. Öns högsta punkt är 674 meter över havet. Den sträcker sig 5,9 kilometer i nord-sydlig riktning, och 13,8 kilometer i öst-västlig riktning.
Trakten runt Talunkwan Island är nära nog obefolkad, med mindre än två invånare per kvadratkilometer.  Klimatet i området är tempererat. Årsmedeltemperaturen i trakten är 3 °C. Den varmaste månaden är juli, då medeltemperaturen är 10 °C, och den kallaste är mars, med 0 °C.